# Antre mastoïdien
L'antre mastoïdien (ou antre pétreux ou antre tympanique) est une volumineuse cavité située dans la partie pétreuse de l'os temporal. Il communique en arrière avec les cellules mastoïdiennes et en avant avec le récessus épitympanique de l'oreille moyenne via l'aditus ad antrum.
L'antre et les cellules mastoïdiennes sont tapissées d'une membrane muqueuse, en continuité avec celle qui tapisse la cavité tympanique.
Sa paroi supérieure est formée par le tegmen antri qui est une continuation du tegmen tympani et le sépare de la fosse crânienne moyenne.
Sa paroi latérale est formée par une plaque osseuse qui mesure en moyenne 1,5 cm chez l'adulte.

## Anatomie fonctionnelle
Ces cellules aériennes fonctionnent comme un récepteur sonore agissant comme résonateur et dissipateur acoustique, offrant une protection contre les dommages physiques liés aux ondes sonores

## Aspect clinique
Le système des cellules mastoïdiennes et de l'antre mastoïdien est un contributeur majeur aux maladies inflammatoires de l'oreille moyenne. Leur infection donnant une mastoïdite.